# Theo Keller

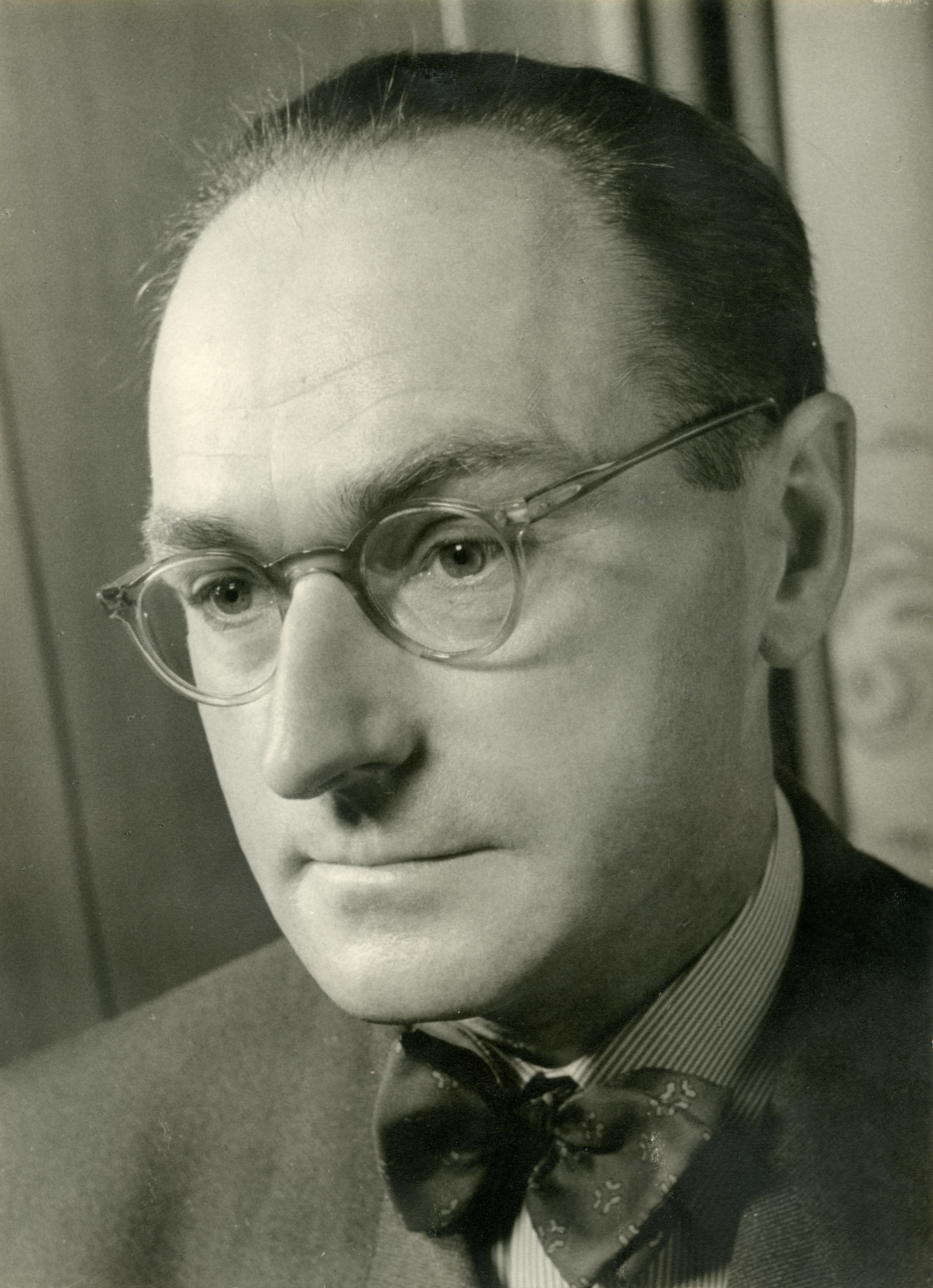
Theo Keller, ca. 1950

Theo Keller (* 3. August 1901 in Schongau; † 7. April 1980 in St. Gallen) war ein Schweizer Ökonom und Hochschulrektor.

## Leben
Theo Keller besuchte das Gymnasium in Engelberg und erlangte 1921 die Maturität. Anschliessend studierte er Volkswirtschaft an den Universitäten Zürich, Freiburg und Berlin. 1925 promovierte er in Zürich mit einer Arbeit zur Elektrizitätsversorgung der Stadt Zürich. Anschliessend leitete er für acht Jahre das Statistische Büro der Bank Leu in Zürich. Ab 1934 arbeitete er als Dozent für Volkswirtschaftslehre an der Handelshochschule St. Gallen. Daneben war er Sekretär der «Vereinigung für gesunde Währung» – eines Vereins, der die Ideen und Interessen der Nationalbank vertrat.
Nachdem Theo Keller 1936 zum Thema «Das Verhältnis der Banken zur Industrie» habilitiert hatte, wurde er 1937 als ordentlicher Professor für Volkswirtschaftslehre und Finanzwissenschaft an die Handelshochschule St. Gallen berufen. Von 1944 bis 1951 stand Keller der Hochschule als Rektor vor. Während seiner Amtszeit wurden mehrere Institute gegründet, darunter das Schweizerische Institut für gewerbliche Wirtschaft (IGW), das Institut für Textilfachausbildung und das Versicherungswirtschaftliche Seminar.
Theo Keller war Mitglied in der Eidgenössischen Kommission für Arbeitsmarktfragen sowie in der Kommission für Konjunkturbeobachtung. Ausserdem war er im Stiftungsrat des Schweizerischen Nationalfonds zur Förderung der wissenschaftlichen Forschung tätig.
Theo Keller gründete die Firma «Revisa Treuhand AG». In seiner Freizeit interessierte er sich für barocke Baukunst.
Er verstarb 78-jährig in St. Gallen.